# Stipa robusta
Stipa robusta är en gräsart som först beskrevs av George Vasey, och fick sitt nu gällande namn av Frank Lamson Scribner. Stipa robusta ingår i släktet fjädergrässläktet, och familjen gräs. Inga underarter finns listade i Catalogue of Life.